# 高雄市玉皇宮
22°38′03″N 120°17′22″E / 22.6341841°N 120.2894258°E

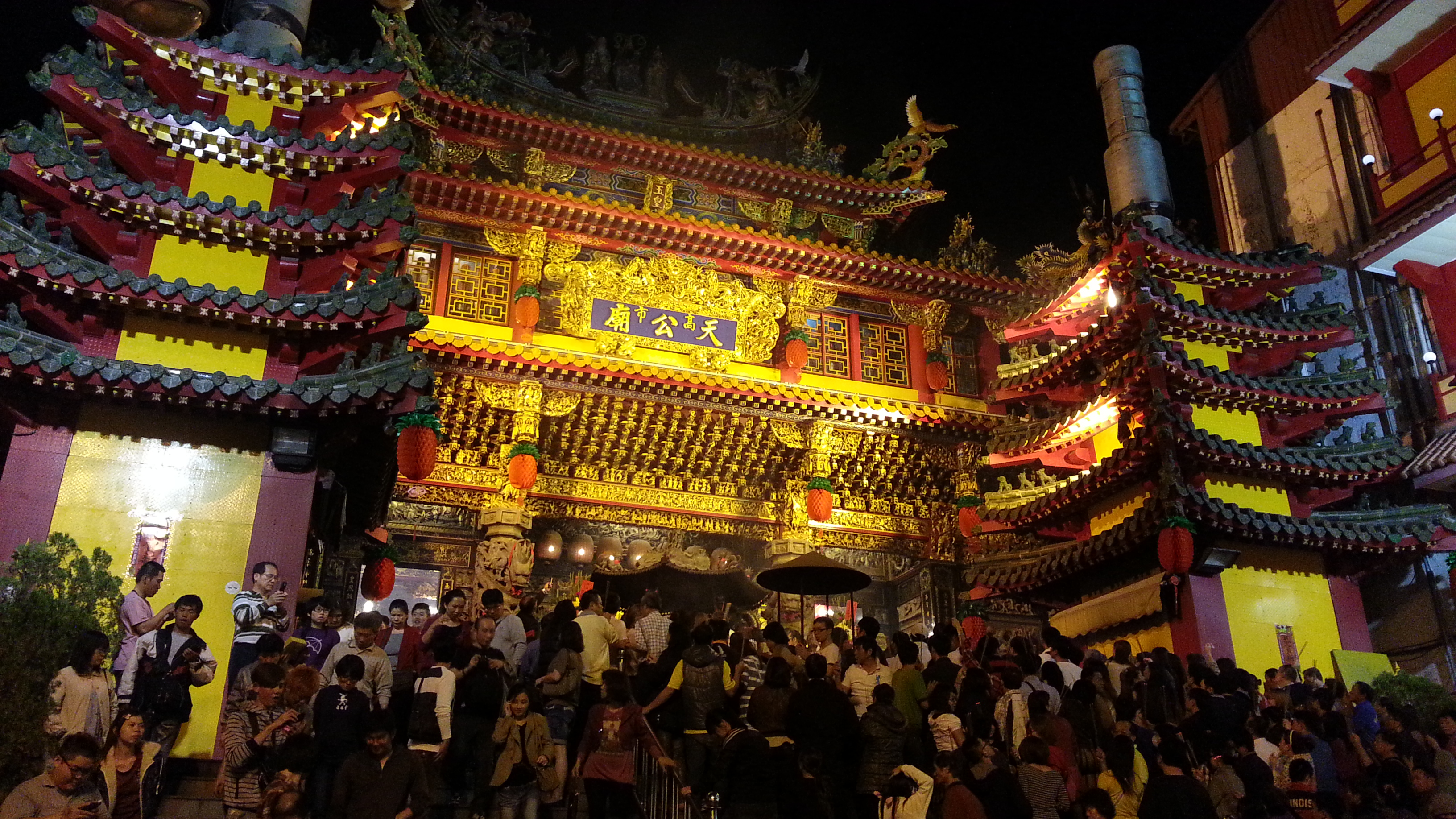
正月初九子時玉皇宮

高雄市玉皇宮天公廟，位於台灣高雄市三民區，是主祀玉皇上帝的廟宇。

## 沿革
最早於1920年信徒許禧于於高雄州高雄郡高雄街內惟（今鼓山區樹德里）的私宅安奉的玉帝牌位。
相傳二次大戰之時，高雄州高雄市內惟因受盟軍猛烈轟炸而傷亡慘重，但許禧于家卻安然無恙，被認為是玉皇上帝的庇護，信徒因此開始不絕於途。
1961年，有感於私宅空間狹小，於是成立了重建委員會，在二號運河的北側購買土地以重建廟宇。
1973年又成立了重建委員會，並展開重建工程。
1977年重建工程竣工。
每年的正月初九「天公生」，於子時就可見大批民眾將廟宇擠得水洩不通，以鮮花、四果與牲禮拜天公。是台灣著名的玉皇上帝廟宇之一。道教以農曆正月初九，陽數至極，為玉皇上帝萬壽日，稱為「玉皇誕」或「天公誕」，俗稱「天公生」，相傳玉帝會降凡人間考人功過，道教賦予信人是日持齋，恭行叩拜玉皇，施行悔罪，消災最著，祈福最顯，隨願所求，感賜如言。

## 祀神
凌霄寶殿（正殿）
- 正殿 二樓

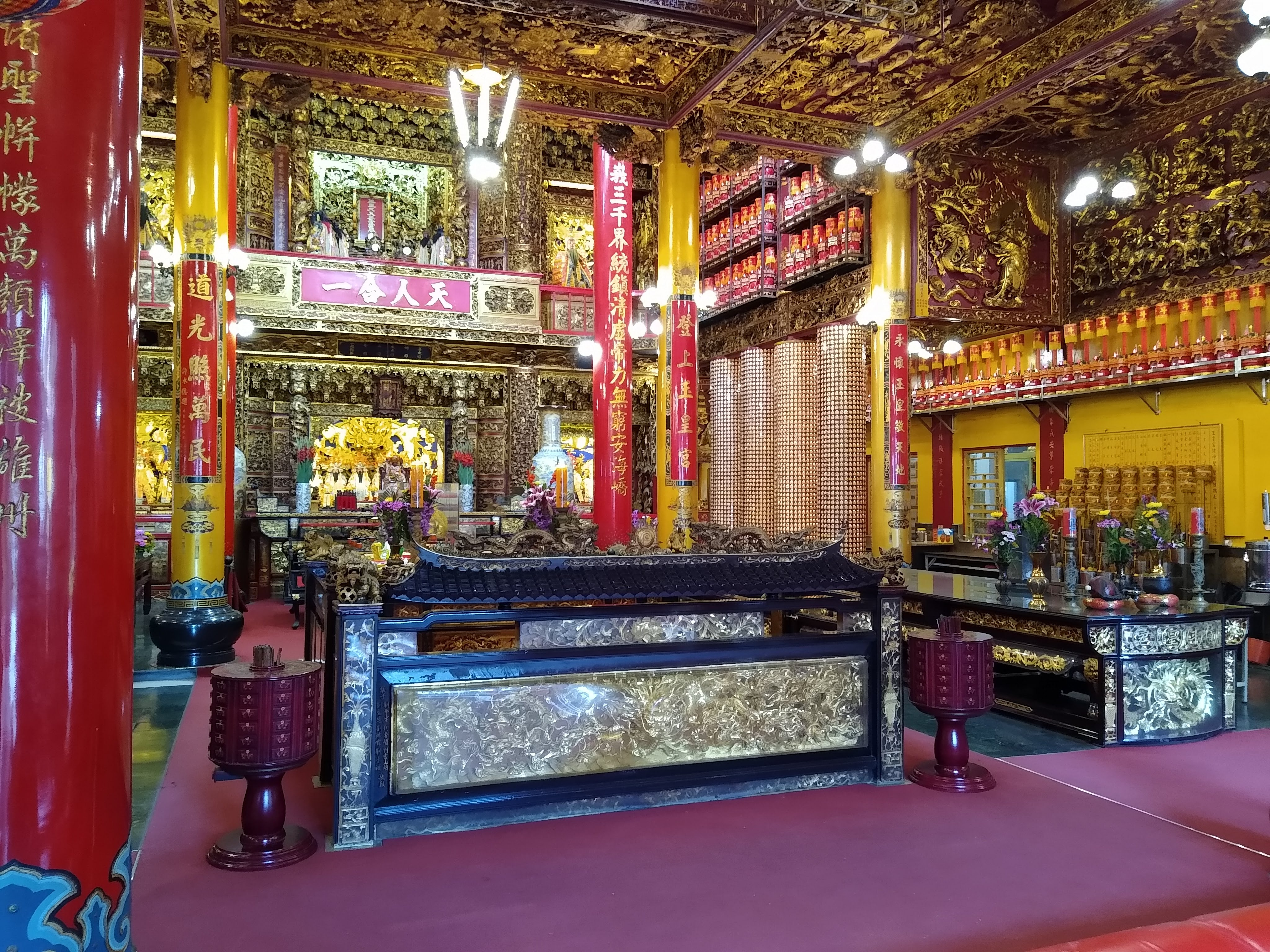

玉皇上帝、三官大帝、張府天師、王靈天君、李靖天王、趙府元帥、南斗星君、北斗星君
- 正殿 一樓

一殿廂爺（一殿秦廣王蔣子文）、聖司（開漳聖王）、真司（保生大帝）、文太司（周文王）、明司（水仙尊王禹帝）、姜太司（姜子牙）
中壇元帥、五營神將、微笑財神（彌勒佛）、註生娘娘、福德正神、虎爺
五斗星君殿（偏殿之後殿 一樓）
中斗星君、東斗星君、西斗星君、南斗星君、北斗星君、太陽星君、太陰星君
九天玄女娘娘神殿（偏後之後殿 二樓）
九天玄女、慈航觀音、臨水夫人
文昌殿（偏殿之前殿 二樓）
文昌帝君、至聖先師、魁斗星君、朱熹夫子
元辰殿（偏殿之前殿 三樓）
斗姥元君、左輔洞明星君、右輔隱光星君、六十甲子太歲、十二生肖